# The Windshield Wiper
The Windshield Wiper è un cortometraggio animato per adulti del 2021, diretto da Alberto Mielgo e scritto da Leo Sánchez. Esso, di produzione ispano-statunitense, è stato presentato al Festival di Cannes, e ha vinto l'Oscar al miglior cortometraggio animato agli Oscar del 2022.

## Trama
All'interno di un bar, mentre fuma, una dopo l'altra, tante sigarette accompagnate ad un bicchiere di scotch, un uomo pone a sé stesso una domanda non poco complicata: "Cos'è l'amore?". Una raccolta di episodi di persone e coppie in situazioni completamente diverse tra loro, condurrà l'uomo, che intanto ha esaurito tutta la stecca, alla conclusione desiderata: l'amore è una società segreta.

## Distribuzione
Il cortometraggio, dopo la sua anteprima al Festival di Cannes del 2022 il 13 luglio 2021, è stato poi distribuito nel mondo da The Animation Showcase, in Spagna a partire dal 24 ottobre 2021 e negli Stati Uniti dal 25 febbraio dell'anno seguente.

## Riconoscimenti
- 2022 - Premio Oscar[7][8]
  - Miglior cortometraggio d'animazione a Alberto Mielgo
- 2021 - Festival di Cannes
  - Candidatura nella sezione Quinzaine des Réalisateurs[9][10]
- 2021 - Semana Internacional de Cine de Valladolid[11]
  - Candidatura per il miglior cortometraggio a Alberto Mielgo